# Gianni Amelio
Gianni Amelio (født 20. januar 1945 i San Pietro di Magisano i Calabrien) er en italiensk filminstruktør.
Han studerede filosofi ved universitetet i Messina, men blev interesseret i film og flyttede i 1965 til Rom, hvor han arbejdede som assistent for flere filmproducenter. Hans første selvstændige værk var TV-filmen La città del sole fra 1973. Hans første biograffilm var Colpire al cuore fra 1982.
I danske biografer er følgende film blevet vist:
- Åbne døre (1989)
- Børnetyven (1992)
- Lamerica (1994)
- Og det lo de meget af (1998)

Børnetyven vandt juryens specialpris ved filmfestivalen i Cannes i 1992. Og det lo de meget af vandt Guldløven ved filmfestivalen i Venedig i 1998. I Danmark vandt Lamerica i 1996 en Bodil for Bedste ikke-amerikanske film. Gianni Amelio har herudover vundet adskillige italienske filmpriser. I 1995 var han medlem af juryen ved filmfestivalen i Cannes.